# Ozan Çolakoğlu
Ozan Çolakoğlu (Adana, 1972. április 1. – ) török zeneszerző, dalszövegíró, zenei producer, zenész; a török pop-ikon Tarkan szinte mindegyik albumán közreműködött, ezen kívül több népszerű török film zenéjét komponálta. A Sarı Ev (Sárga Ház) zenei kiadó illetve stúdió tulajdonosa.

## Karrier
Ozan Çolakoğlu 1972-ben született Adana városában. A bostoni Berklee College of Music főiskolán végzett. Karrierje Tarkan Yine Sensiz című albumával kezdődött. Ettől fogva szinte folyamatosan együtt dolgozik a török poplegendával, ám a Tarkannal való együttműködésen kívül más neves előadók albumaihoz is hozzájárult, úgy mint Nil Karaibrahimgil, Tarkan egykori háttérvokáljából popsztárrá vált Murat Boz, vagy az újonnan felfedezett punk rock lányegyüttes, a Pin-up. Dalszerzőként olyan dalok fűződnek a nevéhez, mint Tarkan nemzetközi slágerének, a Şımarık-nak az európai verziója. Ő végezte Sertab Erener Eurovízió-győztes, Every Way That I Can c. dalának zenei rendezését is. A zenei világban Ozinga néven készített remixei is ismertek.
Az elmúlt néhány évben filmzene-szerzőként is megismerhette nevét a közönség, többek között minden idők egyik legnagyobb nézőszámú török filmje, a G.O.R.A. valamint a Jean-Claude Van Damme nevével jegyzett Sınav c. film zenéjét is Çolakoğlu komponálta.

## Munkái

### Albumok
| Év   | Cím/Előadó                                                             | Tevékenység                                     | Hangszer   |
| ---- | ---------------------------------------------------------------------- | ----------------------------------------------- | ---------- |
| 1992 | Yine Sensiz / Tarkan (Újra nélküled)                                   | Zenei rendezés, arrangement                     |            |
| 1994 | A-Acayipsin / Tarkan (Olyan különös vagy)                              | Mixing, Arrangement                             | Zongora    |
| 1997 | Ölürüm Sana / Tarkan (Meghalnék érted)                                 | Arrangement                                     | Billentyűk |
| 2001 | Karma / Tarkan                                                         | Vonósok és zenekar irányítása, mixing, producer |            |
| 2003 | Dudu / Tarkan (Asszony)                                                | Producer, remix                                 |            |
| 2006 | Come Closer / Tarkan                                                   | Programming, dobok (programming)                | Billentyűk |
| 2006 | Tek Taşımı Kendim Aldım / Nil Karaibrahimgil (Drágakövem magam vettem) | Producer, remixek                               |            |
| 2007 | Maximum / Murat Boz                                                    | Producer                                        |            |
| 2007 | Metamorfoz / Tarkan                                                    | Producer, dalszerző                             |            |
| 2010 | Adımı Kalbine Yaz / Tarkan                                             | Producer, dalszerző                             |            |

### Kislemezek
| Év   | Cím/Előadó                                             | Tevékenység                      |
| ---- | ------------------------------------------------------ | -------------------------------- |
| 2001 | Kuzu Kuzu / Tarkan (Mint egy bárány)                   | Producer, remixek, arrangements  |
| 2002 | Bir Oluruz Yolunda / Tarkan (Eggyé válunk utadon)      | Producer, arrangements           |
| 2002 | Özgürlük İçimizde / Tarkan (A szabadság bennünk van)   | Producer, remixek , arrangements |
| 2003 | Every Way That I Can / Sertab Erener                   | Producer, arrangements           |
| 2005 | Ayrılık Zor / Tarkan (Nehéz az elválás)                | Producer, remixek, arrangements  |
| 2006 | Aşkı Bulamam Ben / Murat Boz (Nem találom a szerelmet) | Producer, remix, arrangements    |

### Remixek
| Cím                                                                      | Album / Kislemez                                  | Előadó             |
| ------------------------------------------------------------------------ | ------------------------------------------------- | ------------------ |
| Aşkı Bulamam Ben (Ozinga mix) (Nem találom a szerelmet)                  | Maximum                                           | Murat Boz          |
| Bounce (Ozinga)                                                          | Come Closer / Bounce kislemez                     | Tarkan             |
| Dudu (Ozinga Mix) (Asszony)                                              | Dudu                                              | Tarkan             |
| Hüp (Ozinga Disco Mix)                                                   | Karma / Hüp kislemez                              | Tarkan             |
| Kuzu Kuzu (Ozinga Mix) (Mint egy bárány)                                 | Karma / Kuzu Kuzu kislemez                        | Tarkan             |
| Özgürlük İçimizde (Ozinga Alternatif Verziyon) (A szabadság bennünk van) | Özgürlük İçimizde promóciós kislemez              | Tarkan             |
| Pırlanta (Ozinga Remix) (Gyémánt)                                        | Tek Taşımı Kendim Aldım (Drágakövem magam vettem) | Nil Karaibrahimgil |

### Filmzene
| Év   | Cím                               |
| ---- | --------------------------------- |
| 2005 | G.O.R.A.                          |
| 2006 | Hokkabaz (Svindlis)               |
| 2006 | Organize İşler (Szervezett munka) |
| 2006 | Sınav (A vizsga)                  |